# Tachimetr Dahlta 010B
Tachimetr Dahlta 010B – jednoobrazowy optyczny tachimetr diagramowy autoredukcyjny, z rodziny instrumentów Dahlta, używany w geodezji do pomiarów sytuacyjno-wysokościowych.

## Rys historyczny
Nazwa instrumentu pochodzi od połączenia nazwiska jego konstruktora norweskiego geodety Dahla oraz skrótu rodzaju instrumentu tachimetr-ta (Dahl+ta). Tachimetry  Dahlta produkowane były w okresie 1948–1990 przez niemiecką firmę Carl Zeiss Jena. Pierwszy instrument otrzymał nazwę Dahlta 020 i był ulepszonym tachimetrem Hammer Fennela. Zastosowano go praktycznie w 1942, a produkowany był w latach 1948–66. Symbol 020 oznaczał dokładność optycznego pomiaru odległości ±20 cm na 100 m. W kolejnych okresach od maja 1966 do początku 1967  i w latach 1967–69 wytwarzano usprawnione wersje Dahlty 020. Zmiany polegały na nowym układzie krzywych w polu widzenia. W 1969 Zakłady Carl Zeiss Jena wyprodukowały nowy typ tego tachimetru Dahlta 010. W diagram krzywych umieszczony na oddzielnym kręgu pionowym wbudowano automatyczny indeks w postaci kompensatora wahadłowego pochylenia osi obrotu instrumentu, co uwolniło obserwatora od uciążliwego poziomowania libelli kolimacyjnej przed każdym pomiarem kierunku pionowego. Zlikwidowano w ten sposób libellę koła pionowego. W następnych latach pojawiły się udoskonalone wersje tego tachimetra Dahlta 010A i 010B o niewielkich zmianach.

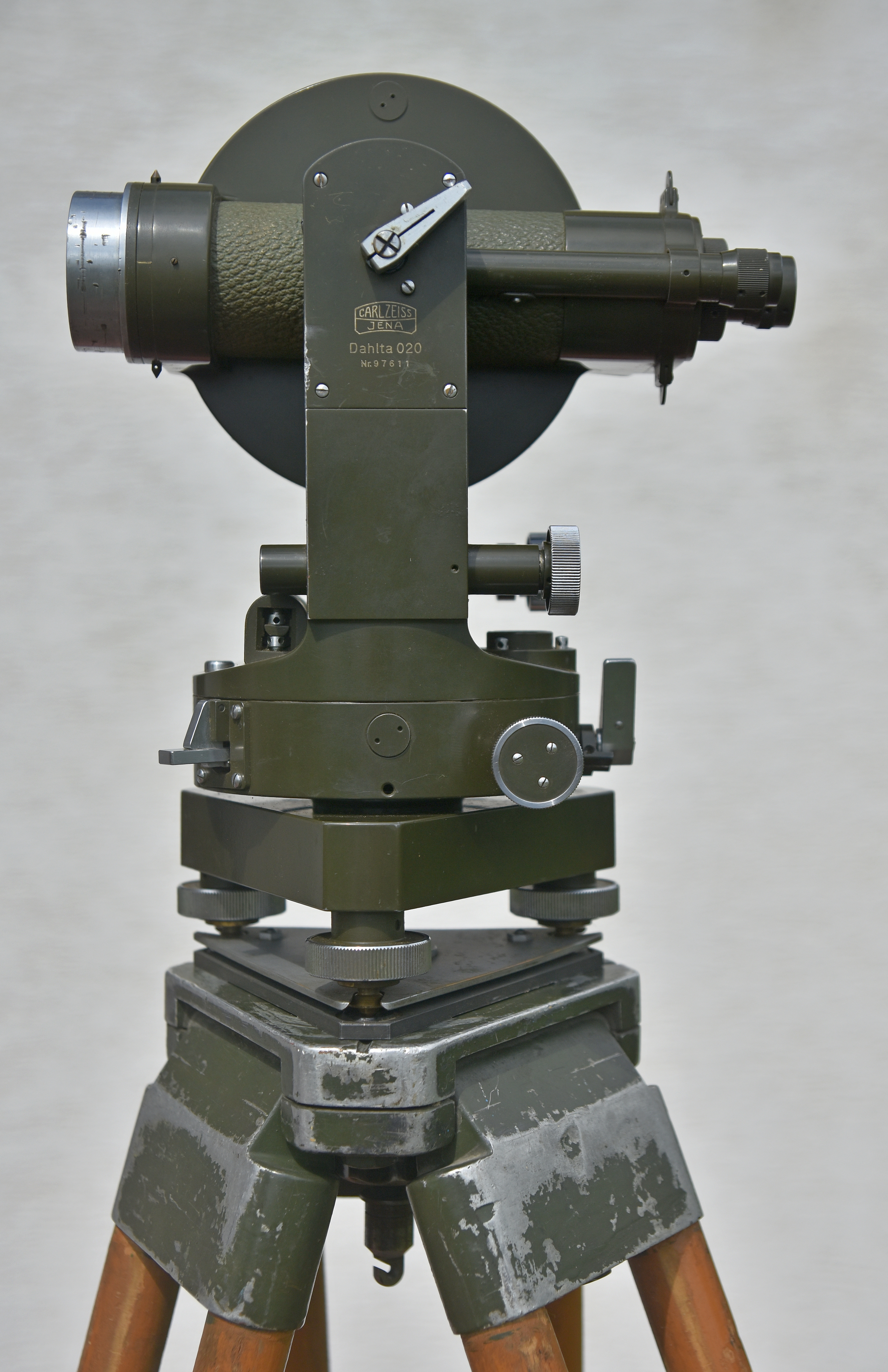
Tachimetr Dahlta 020
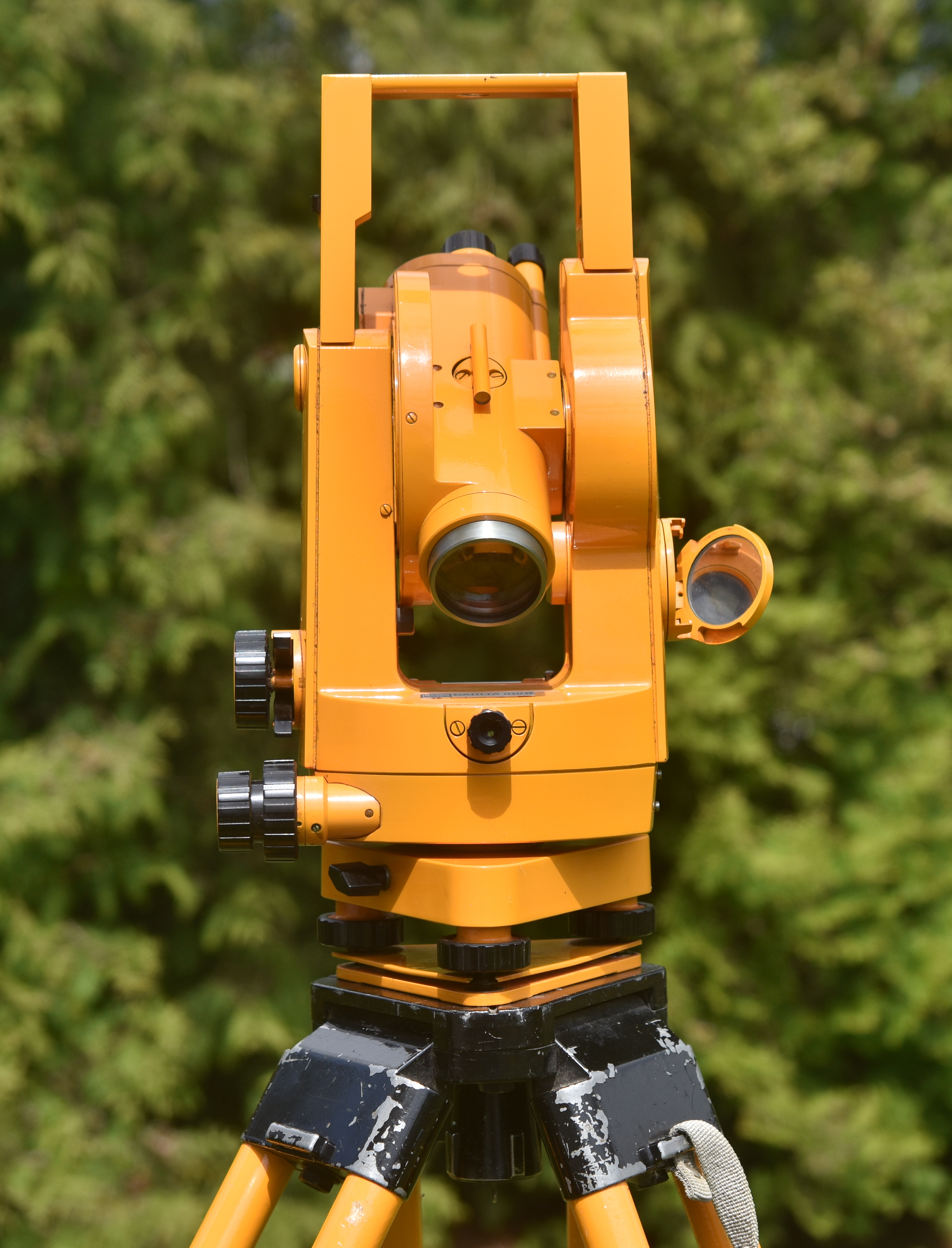
Tachimetr Dahlta 010B
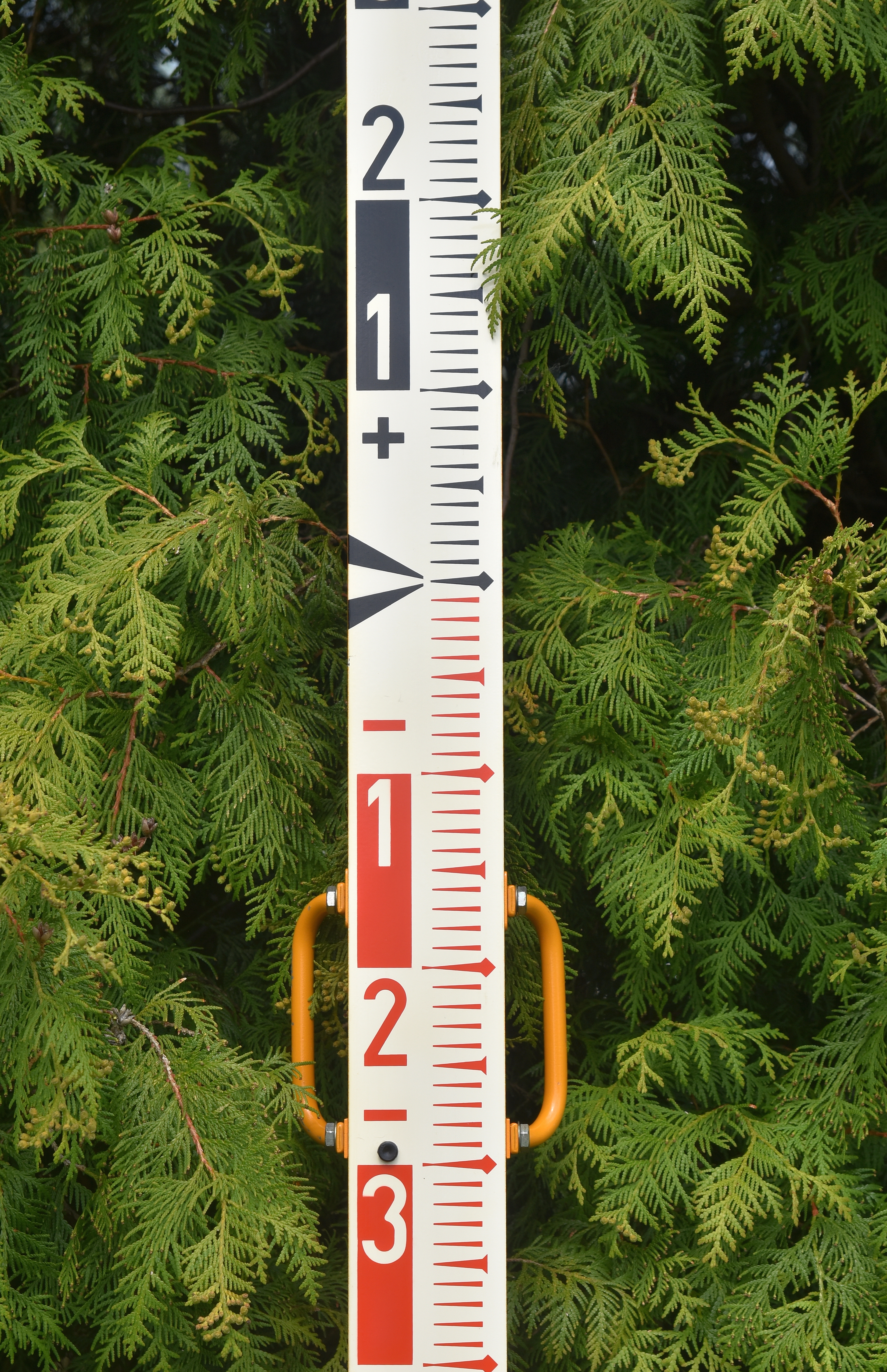
Łata tachimetryczna Dahlta

## Opis techniczny
W konstrukcji instrumentu Dahlta wykorzystano pomysł Hammera oparty na zastosowaniu w miejsce siatki celowniczej specjalnego diagramu krzywych. Diagram krzywych wytrawiony na szklanym kręgu ukazujący się w polu widzenia lunety umożliwia bezpośredni pomiar optyczny odległości zredukowanej do poziomu i różnicy wysokości pomiędzy stanowiskiem instrumentu a stanowiskiem specjalnej łaty tachimetrycznej, przy każdym położeniu lunety. Obraz pola widzenia ostatniej najnowszej wersji instrumentu Dahlta 010B przedstawia diagram składający się z: 
- poziomej krzywej zerowej, którą kieruje się na punkt zerowy łaty tachimetrycznej
- dwie krzywe odległościowe o stałych równych 100 i 200
- cztery krzywe wysokościowe o stałych 10, 20, 50, i 100, które ukazują się ze znakami + lub - w zależności od kąta nachylenia osi celowej[4]

Do pomiarów tachimetrycznych używa się specjalnej łaty Dahlta o długości 4 m z zerowym punktem celowania położonym w odległości 1,40 m od stopy łaty lub łaty z wysuwaną stopą, gdzie zerowy punkt celowania można ustawiać w odległości od 0,20 do 1,60 m.
Średni błąd pomiaru tachimetrem Dahlta 010B dla punktu oddalonego o 100 m od stanowiska, według danych wytwórni wynosi:
- błąd odległości dla stałej 100 = ±10 cm
- błąd odległości dla stałej 200 = ±20 cm
- błąd przewyższenia dla stałych: 10 = ±3 cm; 20 = ±5 cm; 50 = ±10 cm i 100 = ±15 cm[5]